# Robinson Department Store
Robinson Department Store was een Japanse franchise van de Amerikaanse warenhuishuisketen J.W. Robinson's. De warenhuizen werden geëxploiteerd door het Japanse warenhuisbedrijf Sogo & Seibu. 

## Geschiedenis
In 1984 startte de Japanse warenhuisketen Ito-Yokado, een bedrijf dat samenwerkte met J.W. Robinson's, gesteund door herstructureringsfondsen van de Sapporo-divisie van de Japanse warenhuisketen Matsuzakaya Robinson Japan. In het jaar daarop werd het eerste warenhuis van Robinson Japan geopend in Kasukabe, aan het spoor van de Tōbu Isesaki-lijn, aangezien deze buiten het dominante gebied van Ito-Yokado lag. Oorspronkelijk was het de bedoeling om een filiaal van Seibu Department Stores in Kasukabe te openen, maar toen het contract met Seibu tijdens de bouw werd beëindigd, greep Ito-Yokado de kans aan om de eerste Robinson Japan te bouwen. Het toeval wil dat de westelijke uitgang van het Kasukabe-station zich vlak bij de Kasukabe-tak van Ito-Yokado bevindt. 
In 2009 werd Robinson's Japan overgenomen door Seven & I Holdings Co.

## Winkels
- Kasukabe, Saitama (geopend in november 1985)
- Odawara, Kanagawa in Dynacity WEST (ダイナシティWEST, Dainasiti Wesuto)  (geopend in september 2000)